# Amt Gümse
Das Amt Gümse war ein historisches Verwaltungsgebiet des Fürstentums Lüneburg.

## Geschichte
Das Amt Gümse entstand aus einem Besitzkomplex der Familie von dem Berge innerhalb des Fürstentums Lüneburg, der 1593 durch Herzog Ernst II. von Braunschweig und Lüneburg eingelöst und an den in Dannenberg residierenden Herzog Heinrich abgetreten wurde. Der Amtssprengel bestand aus dem Vorwerk Gümse, acht Dörfern der Marschvogtei und neun Dörfern der Hausvogtei. Hauptort war das Dorf Quickborn.